# Kirton (Lincolnshire)
Kirton – wieś w Anglii, w hrabstwie Lincolnshire, w dystrykcie Boston. Leży 47 km na południowy wschód od Lincoln i 158 km na północ od Londynu.
Miejscowość liczy 4019 mieszkańców.